# Кућа од папира: Кореја
Кућа од папира: Кореја (кореј. 종이의 집: 공동경제구역) јужнокорејска је телевизијска серија настала по узору на шпанску серију Кућа од папира. Приказује кризну ситуацију са таоцима смештену на уједињеном Корејском полуострву, коју спроводе генијални стратег и људи различитих личности и способности. Првих шест епизода приказано је 24. јуна 2022. године, док је други део серије приказан 9. децембра 2022.

## Премиса
Стратег по имену „Професор” (Ју Џите) планира да изведе пљачку на уједињеном Корејском полуострву. У операцији учествују људи различитих карактеристика и способности, који морају да се суоче са необичним ситуацијама. Лопови преузимају ковницу уједињене Кореје. Пошто су унутра заробљени таоци, полиција мора да их заустави, као и тајни мозак операције.

## Улоге
| Глумац       | Улога                 |
| ------------ | --------------------- |
| Ју Џите      | Парк Сунхо / Професор |
| Парк Хесу    | Сонг Џунгхо / Берлин  |
| Џон Џонгсо   | Ли Хонгдан / Токио    |
| Ли Хенву     | Хан Џозеф / Рио       |
| Ли Вонџонг   | О Максик / Москва     |
| Парк Мјунхун | Чо Јунгмин            |

## Епизоде
| Сезона | Сезона | Епизоде | Епизоде | Оригинална објава | Оригинална објава |
| ------ | ------ | ------- | ------- | ----------------- | ----------------- |
|        | 1.     | 12      | 6       | 24. јун 2022.     | 24. јун 2022.     |
|        | 1.     | 12      | 6       | 9. децембар 2022. | 9. децембар 2022. |